# Ellen Terry
Ellen Terry, GBE (Coventry, 27 de fevereiro de 1847 – Small Hythe, 21 de julho de 1928) foi uma atriz de teatro da Inglaterra, que se tornou a atriz shakespeariana mais famosa do Reino Unido e que se casou aos 16 anos, o que seus pais achavam que seria um casamento vantajoso.
Nascida em uma família de atores, Terry começou a carreira ainda criança, atuando em peças de Shakespeare em Londres e excursionando pelo país na adolescência. Aos 16 anos, casou-se com o ator de 46 anos George Frederic Watts, por influência da família, mas os dois se separaram após um ano. Ela logo retornou aos palcos, mas começou um relacionamento com o arquiteto Edward William Godwin e se aposentou dos palcos por cerca de seis anos. Ellen retornou aos palcos em 1874 e foi imediatamente aclamada por suas personagens shakespearianas e outros clássicos.

## Biografia
Ellen nasceu em Coventry, no condado de Midlands Ocidentais. Era a terceira criança, entre 11 filhos, a passar a primeira a infância em uma família de atores teatrais. Seus pais Benjamin (1818–96), de origem irlandesa e pastor da Igreja Metodista Wesleyana, e Sarah Ballard, (1819–92), de origem escocesa, eram atores de comédia em uma companhia teatral situada em Portsmouth
Ao menos cinco filhos do casal se tornaram atores: Kate, Ellen, Marion, Florence, e Fred. Os outros dois filhos, George e Charles, trabalhavam na parte administrativa de teatros. Kate e Marion foram particularmente bem sucedidas nos palcos.
Sua primeira aparição nos palcos foi em 1856, aos 9 anos, como Mamillius, rival de Charles Kean, que era Leontes, na peça de Shakespeare The Winter's Tale, no Princess's Theatre, no centro de Londres. Interpretou Puck, em A Midsummer Night's Dream (1856), Príncipe Artur, em Rei João e Fleance, em Macbeth (1859). Permaneceu no Princess's Theatre até a aposentadoria de Kean, em 1859. Durante fechamentos de verão do teatro, seu pai apresentava entretenimentos de salão no Royal Colosseum, no Regent's Park, em Londres e depois em turnê.
.

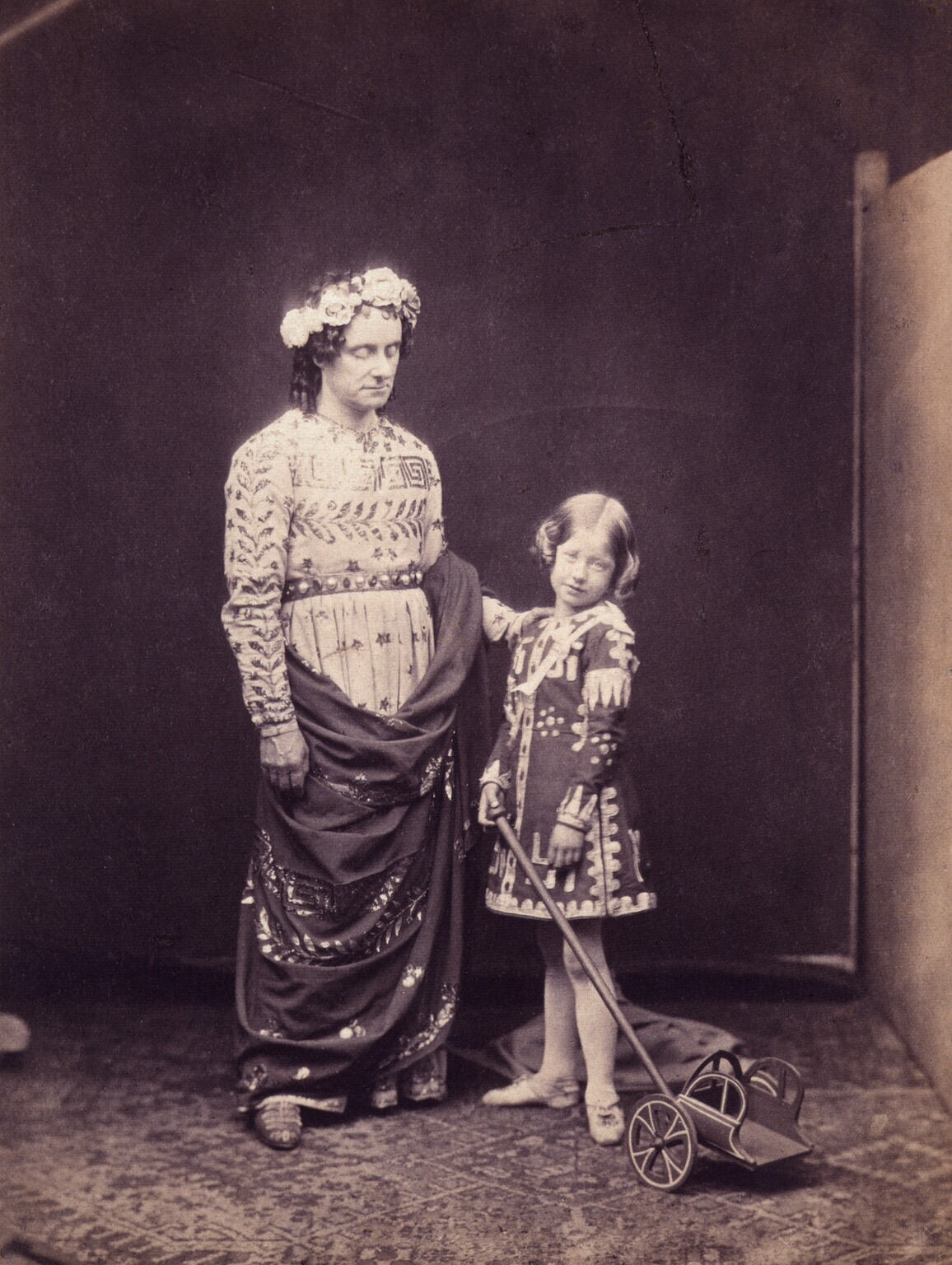
Charles Kean (esquerda) e Ellen Terry em The Winter's Tale, 1856

Em 1859, ela atuou na comédia de Tom Taylor Nine Points of the Law e nos dois anos seguintes, Ellen e sua irmã Kate viajaram pelo país atuando em peças e montagens amadoras, acompanhadas dos pais e de um músico. Entre 1861 e 1862, foi contratada pelo Royalty Theatre, em Londres, administrado por Madame Albina de Rhona, onde Ellen atuou com W. H. Kendal, Charles Wyndham, entre outros vários artistas famosos da época. Em 1862, ela se juntou à irmã Kate, na companhia de J. H. Chute, em Bristol, onde interpretou vários personagens, alguns burlescos, onde cantava e dançava.

## Morte
Ellen morreu em 21 de julho de 1928, de hemorragia cerebral em sua casa em Smallhythe Place, próximo a Tenterden, no condado de Kent, aos 81 anos. Ellen foi cremada e suas cinzas mantidas em um relicário de prata no mausoléu dos artistas da igreja de St Paul's, em Londres.